# Hinchinbrook
L'illa Hinchinbrook (en anglès Hinchinbrook Island) és una illa del golf d'Alaska, a l'entrada del Prince William Sound, a l'estat d'Alaska, Estats Units. La seva superfície és de 445,438 km², la 37a més gran dels Estats Units. Segons el cens del 2000 l'illa tenia una població permanent formada per 5 habitants.
El nom li fou donat el 1778 per James Cook en honor del vescomte Hinchinbroke. Amb tot, en visites posteriors va rebre altres noms: illa de Santa Maria Magdalena o de la Magdalena pel capità espanyol Ignacio de Arteaga el 1779, Rose Island pel capità anglès John Meares el 1788. El capità rus Mikhail Tebenkov adaptà el nom esquimal Khtahalyuk en un mapa de 1852, mostrat anteriorment en un mapa rus de 1802 com a Tkhalka. El 1792 va tenir lloc una batalla a l'illa entre tlingits de Yakutat i russos i alutiiqs de l'illa Kodiak, liderats per Alexander Baranov.
Durant la Guerra Freda els govern dels Estats Units va establir a l'illa un radar d'observació a l'extrem nord-est de l'illa. Actualment aquest indret està abandonat, i sols queda un petit camí fins al turó on estava situada l'antena i diversos dels edificis. El proper Bay Airport Boswell és el petit aeroport que feia servir la base. Algunes cases formen el llogaret de Boswell Bay.
El far de Cap Hinchinbrook es troba al sud-oest de l'illa. També en aquest costat de l'illa hi ha la vila abandonada de Nuchek, a Port Etches.